# Junkers Ju 89
El Junkers Ju 89 fue un bombardero pesado diseñado para la Luftwaffe antes del comienzo de la Segunda Guerra Mundial. Se construyeron dos prototipos, pero no llegó a entrar en producción, sin embargo, algunos elementos empleados en su diseño fueron introducidos en los diseños posteriores de aviones Junkers.

## Historia y desarrollo

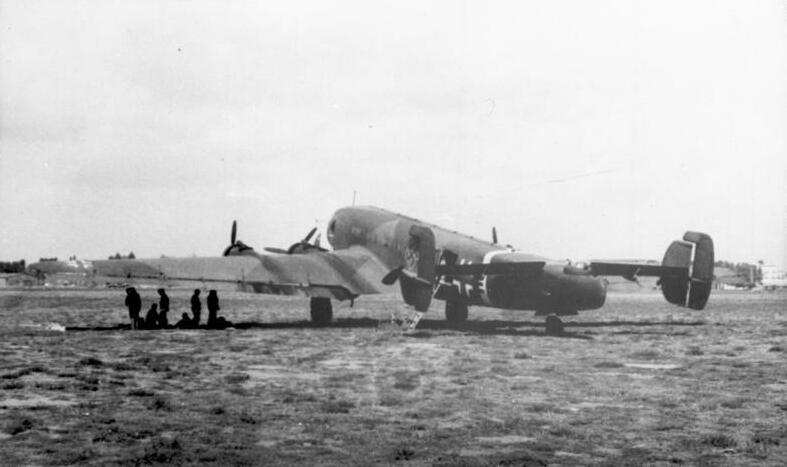
segundo prototipo Junkers Ju 89 en 1937

En los inicios de la recién creada Luftwaffe en 1933, el Generalleutnant Walther Wever, Generalstab der Luftwaffe (Jefe del Estado Mayor de dicha arma), gran defensor de las teorías y el concepto de moda entonces de la guerra aérea sobre la base del trabajo "Reino en el aire" de general italiano Giulio Douhet. En ella preconiza que la función de la fuerza aérea es dirigir su potencia destructora al corazón del adversario para de esa forma quebrar su capacidad de lucha. De tal modo Wever y su colaborador en el RLM, Generalmajor Helmuth Willberg, considerado uno de los principales estrategas de la Blitzkrieg resaltaron la importancia que el bombardeo estratégico podría jugar en un futuro conflicto. Un Langstrecken-Grossbomber o bombardero estratégico pesado era necesario para cumplir con este papel. En ese sentido, Wever señaló cinco puntos clave para la estrategia aérea:
1. Destruir las Fuerzas aéreas enemigas bombardeando sus bases y fábricas de aviones, y derrotar a las Fuerzas aéreas enemigas que atacaran objetivos alemanes;
2. Evitar el movimiento de las grandes fuerzas terrestres enemigas a las áreas decisivas, destruyendo los ferrocarriles y carreteras, en especial puentes y túneles, que son indispensables para el movimiento y el suministro de las fuerzas;
3. Apoyar las operaciones de las formaciones del ejército independientes de los ferrocarriles, es decir, las fuerzas blindadas y fuerzas motorizadas, impidiendo el avance enemigo y participar directamente en las operaciones de tierra;
4. Apoyar las operaciones navales atacando las bases navales, protegiendo las bases navales de Alemania y participando directamente en las batallas navales;
5. Paralizar a las fuerzas armadas enemigas deteniendo la producción en las fábricas de armamento;
Bajo el programa nombrado Bombardero Ural, el Entwicklungsgruppe des Technischen Amt RLM (Departamento de Desarrollo Técnico del Ministerio de Aviación del Reich) comenzaron las conversaciones secretas con los fabricantes alemanes, Dornier y Junkers, a los que se solicitó diseños de bombarderos de largo alcance. Las dos firmas, respondieron con el Dornier Do 19 y el Junkers Ju 89 respectivamente, y el RLM (Reichsluftfahrtministerium - Ministerio de Aviación del Reich) encargó prototipos de ambos aparatos a finales de 1935.
El diseño de Junkers en el Ju 89 fue realizado por el Jefe de la Oficina de Construcción Zindel, y su equipo, quien utilizó ampliamente la experiencia adquirida en la creación del Ju 86 . El diseño utilizó revestimiento de dural, y tubos de acero soldado al de cromo-molibdeno para la estructura. El fuselaje era una sección cuadrada monocasco, reforzada con marcos y largueros. El ala era la clásica "doble ala Junkers" en la que la totalidad del borde de fuga estaba formado por superficies ranuradas patentadas llamadas "doble ala", que actuaban como alerones y en los aterrizajes eran utilizadas como flaps. Contaba con tren de aterrizaje retráctil y la unidad de cola era bideriva. Las armas defensivas propuestas eran (ya que nunca fueron instaladas) dos ametralladoras MG 15; una en la parte delantera del fuselaje y la otra en la instalación de la cola y cañones MG FF de 20 mm en las torretas controladas hidráulicamente superior e inferior. En la bahía de bombas en suspensión vertical podía entibar 16 bombas de 100 kg o 32 de 50 kg.
El Ju 89 y su competidor, el Dornier Do 19, fueron probados, pero, fueron víctimas del cambio de dirección en la Luftwaffe; Wever murió en un accidente aéreo en junio de 1936 , sus sucesor Albert Kesselring y el Jefe del Estado Mayor de caza y bombardeo en picado Ernst Udet preferían aviones de menor tamaño, que requerían menos material y mano de obra. También se postulaban como defensores del bombardero en picado (Junkers Ju 87) y de la doctrina del apoyo cercano y la destrucción de las fuerzas aéreas en tierra y de ataques a la industria enemiga.
Kesselring, Udet y Hans Jeschonnek fervientes defensores de los bombarderos en picado y bimotores medios, consiguieron convencer a Göring que inicialmente empatizaba con la necesidad del bombardero táctico, para actuar en el papel de apoyo al ejército. Mientras las suposiciones de Goering, se vieron validadas por los éxitos de Alemania con los primeros éxitos de la Blitzkrieg, la carencia de bombarderos estratégicos, obstaculizó seriamente la capacidad de la Luftwaffe en la Batalla de Inglaterra.

### Primer prototipo
El 11 de abril de 1937 el prototipo Ju 89 V1 (Werk-Nr.4911, matrícula D-AFIT) propulsado por cuatro motores Jumo 210A de 602 hp (449 kW) con hélices Junkers-Hamilton efectuó su primer vuelo a los mandos del piloto de pruebas capitán Peter Hesselbach. Justo dos semanas y media después de su primer vuelo, el 29 de abril de 1937 el desarrollo posterior de ambos bombarderos estratégicos fue cancelado por el Reichsluftfahrtministerium (RLM), cuyo Secretario de Estado Erhard Milch adujo razones como que, "la producción de Duraluminio no era suficiente para usar en un avión tan grande; el Ju 89 necesitaba el doble de motores y el triple de Dural que los bombarderos Ju 88 y He 111. Además, los aviones grandes eran mucho más fáciles de derribar que los más pequeños. En el diseño del Grossbomber, no parecía haber una ventaja decisiva, excepto que tenía un mayor alcance". En el fondo, no se reconocía la verdadera y conocida situación, se quería cancelar el proyecto simplemente porque en ese momento la industria aeronáutica alemana era incapaz de producir en masa una gran flota de bombarderos pesados.

### Segundo prototipo
Aun así, Junkers completó el segundo prototipo del Ju 89 V2 (Werk-Nr.4912, D-ALAT) que esta vez impulsado por cuatro motores DB 600A de 986 hp con hélices VDM m voló en julio de 1937. Junkers usó ambos prototipos para realizar pruebas extensivas de vuelo sobre estabilidad y control de vuelo de grandes aviones. Pero el tercer prototipo V3 no fue finalizado al cancelarse el programa.
Durante las pruebas, el Ju 89 batió varias marcas de carga/altitud. El 4 de junio de 1938 se consiguió un nuevo récord mundial con el segundo prototipo D-ALAT al elevarse con 5.000 kg de carga a 9.312 m (4.000 más que un Short Stirling con la misma carga) El 8 de junio de 1938 D-ALAT alcanzó una altitud de 7.242 m con una carga de 10 000 kg. A finales de 1938 ambos aparatos, fueron transferidos a la Luftwaffe, donde fueron utilizados como aviones de carga. Ambos prototipos parece que fueron descartados a finales de 1939, aunque algunas fuentes, indican que permanecieron activos hasta la campaña de Noruega. Durante sus pruebas, Lufthansa expresó su interés en una versión para aerolíneas desarrollada a partir del Ju 89, lo cual, llevó a Junkers a reconstruir el incompleto tercer prototipo como el Junkers Ju 90 que a su vez, derivó en el Junkers Ju 290.

## Operadores
- Luftwaffe

## Especificaciones (Ju 89 V2)

### Características generales
- Tripulación: cinco
- Longitud: 26,49 m
- Envergadura: 35,27 m
- Altura: 7,61 m
- Superficie alar: 184 m²
- Peso vacío: 16.866 kg
- Peso cargado: 22.620 kg
- Peso máximo al despegue: 27.580 kg 61.160 lb
- Planta motriz: 4× lineales V12 invertida Daimler-Benz DB 600A.
  - Potencia: 735 kW (986 HP; 1000 CV) cada uno.
- Hélices: Junkers-Hamilton

### Rendimiento
- Velocidad nunca excedida (Vne): 386 km/h a 5.700 m
- Velocidad crucero (Vc): 312 km/h
- Alcance: 2.980 km 1.862 millas
- Techo de vuelo: 7000 m 22.960 ft
- Carga alar: 11,2 kg/m² 25,4 lb/pie²
- Potencia/peso: 0,11 kW/kg

### Armamento
- Armas de proyectiles: (propuesto) 2 cañones MG FF
2 ametralladoras MG 15
- Bombas: 1.600 kg (16 SC 100 o 32 SC 50)

## Aeronaves similares en cometido
- Boeing XB-15
- Boeing B-17 Flying Fortress
- Dornier Do 19
- Petlyakov Pe-8
- Piaggio P.108
- Short Stirling